# Har Ora
Har Ora (hebreiska: הר אורה) är ett berg i Israel. Det ligger i distriktet Jerusalem, i den centrala delen av landet. Toppen på Har Ora är 815 meter över havet.
Terrängen runt Har Ora är huvudsakligen lite kuperad. Runt Har Ora är det tätbefolkat, med 982 invånare per kvadratkilometer. Närmaste större samhälle är Jerusalem, 6,2 km öster om Har Ora. Runt Har Ora är det i huvudsak tätbebyggt.